# Shakur Stevenson
Shakur Stevenson, född den 28 juni 1997 i Newark i New Jersey, är en amerikansk boxare.
Han tog OS-silver i bantamvikt i samband med de olympiska boxningstävlingarna 2016 i Rio de Janeiro..